# Peppino Villani
Peppino Villani (Napoli, 3 luglio 1877 – Roma, 22 ottobre 1942) è stato un cantante e attore teatrale italiano.

## Biografia
Attore autodidatta, di grande capacità comica ed esperto finedicitore, Villani esordì appena ventenne nel teatro di varietà napoletano, imitando le macchiette di Nicola Maldacea. Il suo gusto musicale raffinato, però, gli consentì di curare particolarmente quell'aspetto della rappresentazione, portandolo a scrivere canzoni come accompagnamento alle esibizioni. Il successo nazionale gli arrise presto, permettendogli di creare una propria compagnia di riviste.
Nonostante lo si ricordi come trasformista, Villani era solito esibirsi senza trucco, indossando un costume composto da una bombetta, una giacca a righe e pantaloni stretti ai polpacci. 
L'avvento del fascismo e la conseguente penalizzazione del teatro vernacolare non giovarono all'attività artistica di Villani, che si vide costretto ad abbandonare le scene.
Nel cinema si produsse, non accreditato, in una sola pellicola: il San Giovanni decollato di Amleto Palermi.
Al repertorio musicale di Villani hanno attinto diversi cantautori, tra i quali Roberto Murolo. Tra i suoi brani più noti Tammurriata palazzola, scritta da Ferdinando Russo e Rodolfo Falvo, che incise nel 1914